# Stadion Jeonju World Cup
Stadion Cheju World Cup, Jeonju World Cup Stadium (Jeonju Castle) – stadion piłkarski znajdujący się w południowokoreańskim mieście Jeonju. Pojemność tego obiektu wynosi 43 348 widzów. Na co dzień swoje mecze rozgrywa tu drużyna piłkarska Jeonbuk Hyundai Motors.

## Historia
Rozegrano tu trzy mecze Mistrzostw Świata 2002:
Mecze fazy grupowej:
- 7 czerwca:  Hiszpania 3 : 1 Paragwaj
- 10 czerwca:  Portugalia 4 : 0 Polska

Mecz 1/8 finału:
- 17 czerwca:  Meksyk 0 : 2 USA